# Brian Currutt
Brian Currutt (* 11. April 1974 in Cleveland) ist ein ehemaliger US-amerikanischer Freestyle-Skier, der auf die Disziplin Aerials (Springen) spezialisiert war.

## Werdegang
Currutt nahm von 1994 bis 1996 am Nor-Am-Cup teil und kam dabei zweimal auf den zweiten Platz sowie in der Saison 1994/95 auf den dritten Platz in der Aerials-Disziplinenwertung. In der Saison 1996/97 startete er in Mont-Tremblant erstmals im Freestyle-Skiing-Weltcup und errang dabei den siebten Platz. Es folgten drei weitere Top-Zehn-Platzierungen und zum Saisonende der 15. Platz im Aerials-Weltcup. Zudem wurde er bei den Weltmeisterschaften 1997 im Iizuna Kōgen Sukī-jō Zehnter. In den folgenden Jahren sprang er in der Saison 1997/98 mit zwei Top-Zehn-Ergebnissen auf den 14. Platz im Aerials-Weltcup und in der Saison 1998/99 mit vier Top-Zehn-Ergebnissen bei vier Weltcupteilnahmen auf den sechsten Platz im Gesamtweltcup sowie auf den vierten Rang im Aerials-Weltcup. Zudem erreichte er in der Saison 1999/2000 mit dem dritten Platz in Heavenly seine einzige Podestplatzierung in dieser Wettbewerbsserie und zum Saisonende den 25. Platz im Gesamtweltcup sowie den 13. Rang  im Aerials-Weltcup. In der Saison 2000/01 nahm er an sieben Weltcups teil und kam dabei viermal unter den ersten Zehn. Damit errang er den 16. Platz im Gesamtweltcup und den neunten Platz im Aerials-Weltcup. Beim Saisonhöhepunkt, den Weltmeisterschaften 2001 in Whistler, belegte er den 11. Platz. Im folgenden Jahr belegte er den 26. Platz im Gesamtweltcup sowie den 14. Rang im Aerials-Weltcup und wurde bei seiner einzigen Teilnahme an Olympischen Winterspielen in Salt Lake City Sechster. Letztmals im Weltcup startete er im Februar 2003 in Steamboat, wobei er aber disqualifiziert wurde. Nach seiner Karriere als Sportler trainierte er die US-Olympiamannschaft von 2010 und ließ sich dann in Tacoma nieder, wo er als Vertriebsmitarbeiter für Orthopädie arbeitete.

## Erfolge

### Olympische Spiele
- 2002 Salt Lake City: 6. Platz Aerials

### Weltmeisterschaften
- 1997 Iizuna kogen: 10. Platz Aerials
- 2001 Whistler: 11. Platz Aerials

### Weltcupwertungen
Currutt nahm an 43 Weltcups teil und erreichte 19 Top-Zehn-Platzierungen sowie eine Podestplatzierung.
| Saison    | Gesamt | Gesamt | Aerials | Aerials |
| Saison    | Platz  | Punkte | Platz   | Punkte  |
| --------- | ------ | ------ | ------- | ------- |
| 1996/97   | 41.    | 52     | 15.     | 416     |
| 1997/98   | 37.    | 57     | 14.     | 344     |
| 1998/99   | 6.     | 85     | 4.      | 256     |
| 1999/2000 | 25.    | 53     | 13.     | 212     |
| 2000/01   | 16.    | 74     | 9.      | 372     |
| 2001/02   | 26.    | 56     | 14.     | 224     |
| 2002/03   | 74.    | 26     | 28.     | 156     |

### Nor-Am-Cup
- 2 Podestplätze
- Saison 1994/95: 3. Platz Aerials-Disziplinenwertung